# Сиф (Marvel Comics)
Сиф (англ. Sif); иногда именуется как Леди Сиф (англ. Lady Sif) — супергерой, из комиксов о Торе, основана на скандинавской богине Сиф, была создана Стэном Ли и Джеком Кирби, полноценный дебют состоялся в комиксе Journey into Mystery #102 (рус. "Путешествие в тайны") (март 1964 года). Асгардский воин — бывшая валькирия, супруга Тора, она всегда морально поддерживает его и, если надо, сражается бок о бок с ним. Сиф, как и другие асы, возможно, погибла в результате Рагнарёка.
Сиф появляется в разных интерпретациях, а в Кинематографической вселенной Marvel эту роль исполнила актриса Джейми Александр.

## История публикации
Создана Стэном Ли и Джеком Кирби, леди Сиф впервые появилась в комиксе Journey into Mystery #102 в марте 1964 года. В качестве второстепенного
персонажа уже на страницах The Mighty Thor # 136 в январе 1967 года. Персонаж продолжал появляться в качестве гостя в нескольких сериях комиксов, включая Мстителей, Фантастическую четверку, Новых Мутантов, Серебряного Серфера и Тора.

## Биография

### Происхождение
О происхождении Сиф известно лишь то, что она была рождена во втором поколении богов Асгарда. Будучи подростком она имела прекрасные золотые волосы и была подругой Тора и его сводного брата Локи. Однажды, Локи решил сыграть над ней шутку в качестве мести за то, что она предпочла ему компанию Тора: когда она спала, Локи обрезал все её золотые волосы. Обнаружив, что случилось, Сиф подняла панику. Обвинённый Тором в происшедшем, Локи отправился в королевство троллей, чтобы те сделали для Сиф новые золотые волосы. Однако, получив волосы, Локи не оплатил труд троллей. Волосы Сиф стали ещё более прекрасными, чем прежде, однако перед тем, как Локи украл их, тролли опрыскали волосы специальным зельем, и потому они начали темнеть, становясь чёрными, как ночь. Когда Сиф вновь попыталась поднять панику по этому поводу, родители за тщеславие отослали ее изучать искусство войны в качестве Девы Щита. Когда годы спустя она вернулась в Асгард, изучение искусства воинов помогло ей примириться с чёрным цветом своих локонов.

### Воительница
Тор и Сиф долго не видели друг друга со дня их первой встречи в далёком детстве, когда Один изгнал из Асгарда своего сына в Мидгард и тот стал супергероем. Много лет спустя у Тора начались романтические отношения с Джейн Фостер. Бог грома даже просил Джейн отправиться с ним в Асгард и выйти за него замуж, став при этом бессмертной, однако она не может принять его предложение. В этот момент Один посчитал, что пора возобновить знакомство Тора с Сиф. Один отправил Джейн обратно на Землю и попытался заставить сына забыть её навсегда. Вскоре после этого, вновь встретив Сиф, Тор полюбил её, и они стали прекрасной парой.
Отношения Сиф и Тора привели к грядущей свадьбе, однако привязанность Тора к Земле часто вставала между ними. Сиф попыталась привыкнуть к земной жизни, однако поняла что не может так жить и вернулась в Асгард без Тора. Тор и Сиф не стали разрывать помолвку, однако их брак был отложен до тех пор, пока они не уладят все свои разногласия.
Позже воин Бета Рэй Билл приходит на защиту Земли, во время войны с Суртуром и его армии демонов. В самом разгаре боёв, Сиф и Билл сближаются
друг к другу. Между тем Лорелея, младшая сестра Чародейки, дала Тору таинственный эликсир, который заставляет всех мужчин влюбляться в неё и буквально ослеплённый его заклинанием, он в гневе ранил Сиф. Когда закончилась война, Сиф и Билл побыли некоторое время на Земле, прежде чем вернуться обратно в Асгард, их отношения развивались. Сиф в конечном итоге, всё же вернулась обратно домой и простила Тора, после того как поняла, что во всём виноваты чары
Лорелеи. Тем не менее, она разъясняет Бальдру, что её любовь к Биллу чисто платоническая.

### Правление Тора
После смерти Одина, Тор вступает на трон Асгарда, при этом разрываясь, выполняя обязанности царя и желанием защиты Земли от вреда. Тор разрешает это, перенося Асгард в Мидгард,
изменив мир по своему. И хотя его намерения благородны, правление сына Один оборачивается кошмаром и становится тираническим. Сиф, не желая идти за таким распорядком, оказывается в изгнании из Асгарда. Тор, в конце концов женится на Чародейке и у них рождается сын Магни. Уже будучи взрослым, Магни находит
леди Сиф, пытается убедить в восстании против своего же отца, хотя ему было очевидно, что она ещё любит его. После смерти Магни в битве с участием Тора и Дисэка,
Бог грома осознал ошибочность своего правления и поведения, вскоре путешествует назад во времени, чтобы исправить то, что он сделал.
После того, как изменяется будущее, Локи приносит Рагнарёк в Асгарде, в течение которого благочестивые силы стремительно теряют свои позиции. Сиф выживает в первую волну потерь, но теряет свою руку. Она спасает Брунгильда, который позже будет убит Разрушителем. Сиф почтит смерть Брунгильда, взяв его меч и поведёт Валькирию в финальную битву. Сиф падёт в сражении против сил Суртура, сражаясь бок о бок с Вольштаггом. Совокупность Асгарда закончилась вскоре после этого.

### Возрождение
Тор возвращается в прошлое и восстанавливает пантеон, начиная с Хеймдалла. После воскрешения остальной части Богов, Дональд Блейк идёт в больницу, чтобы попытаться найти возрожденную леди Сиф. Ошибочно думая, что она переродилась в прежнюю любовь — в Джейн Фостер, он останавливается на мысли, что Сиф больше не вернётся. И тем не менее, после этих событий, он узнаёт, что Сиф возрождена в пожилой женщине по имени миссис Чемберс, которая страдает от рака, как полагают, в одной из больниц.
Локи замаскировал её от способностей Тора, создавая отражение, показывая Сиф её истинную форму, но не позволяя никому знать, кто она. Её хозяин остаётся в больнице, борясь за свою жизнь. Тор спрашивает, что произойдёт, если их хозяин погибнет.
Позже Локи признаётся брату, что случилось с Сиф и советует ему найти её, прежде чем тот возродится в истинной форме. Узнав правду у мс. Чемберс, Джейн Фостер вызывает Блейка и сообщает ему, что она нашла леди Сиф и Тор восстанавливает её: Чемберс уступает место Сиф, после чего она присоединяется к Тору в изгнании из Брокстона, в то время как Дональд
Блейк прячется под именем Сильман. Сиф при этом, борется с тем, что в её тело вселился Локи и при этом сама оказалась в Ловушке — теле миссис Чемберс, но вскоре на помощь
приходит Бета Рей Билл, корабль которого был захвачен инфицированным вирусом. Сиф отправляется защищать Асгард от осады и вероятной новой войны.

## Силы и способности
Сиф обладает обычными для жительниц Асгарда физическими показателями. Как и все асы она долгожитель (хотя и не бессмертна как Олимпийцы), обладает сверхчеловеческой силой (средняя женщина Асгарда может поднять приблизительно 25 тонн; Сиф может поднять 30 тонн), устойчивостью ко всем болезням и обычным ранам (плоть и кость асов приблизительно в три раза плотнее человеческих, что вносит свой вклад в вес асов и их сверхчеловеческую силу). Повышенный обмен веществ асов наделяет Сиф выносливостью, превосходящей человеческую во много раз. Сиф имеет обширные навыки в рукопашном бою и искусстве фехтования. Её естественные способности воина может превзойти только одна женщина Асгарда — Валькирия.

## Другие версии

### Earth X
В альтернативной реальности Земли Икс Асгарды были на самом деле инопланетянами, которыми манипулировали Целестиалы, полагая, что они были богами норвежских мифов. Когда была раскрыта ложь, «Сиф» и другие асгардцы ненадолго возобновили свою чужеродную форму, но позже вернулись к своим асгардским формам.

### Стражи Галактики
В комиксе Стражей Галактики, упоминается, что в 31 веке у Тора и Сиф есть сын, которого назвали Уоден.

### MC2
Ещё одна версия Сиф в вселенной МС2, где ей нужно бежать из Асгарда, когда на их планету прибыл Галактус, чтобы поглотить их мир.

## Вне комиксов

### Фильмы

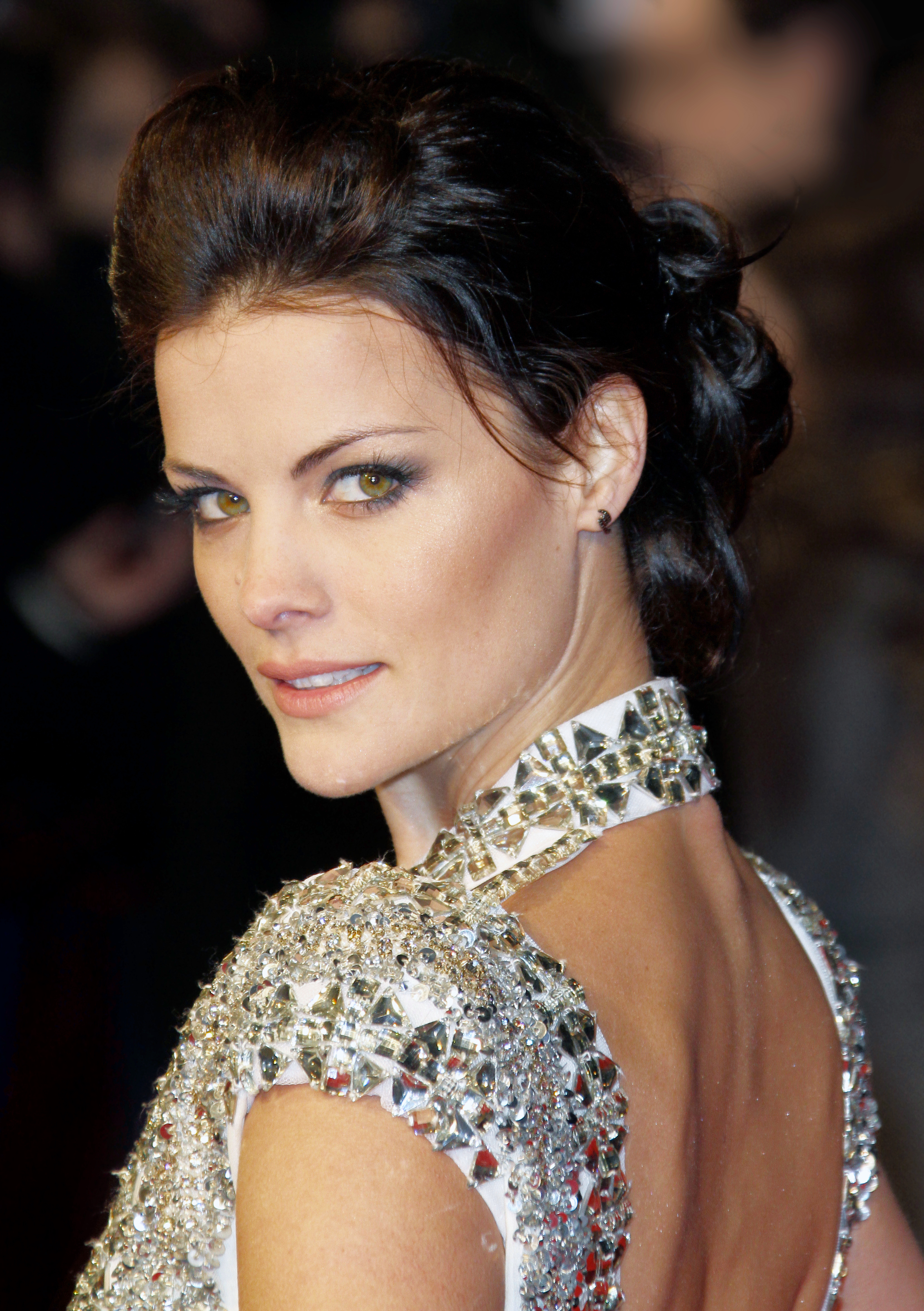
Актриса Джейми Александр в 2013 году.

- Сиф появляется во второй серии короткометражного мультфильма «Халк против». Получив поручение от Тора, защитить Одина, его отца, во время его битвы с Халком. Роль была озвучена Грей ДеЛайзл.
- Сиф также появляется в анимационном мультфильме «Тор: Сказания Асгарда», где была озвучена Тарой Стронг.

- Американская актриса Джейми Александр исполнила роль Сиф в фильмах «Тор», «Тор 2: Царство тьмы» и «Тор: Любовь и гром».

### Телевидение
- Сиф появляется в эпизоде мультсериала Отряд супер героев «О, барт!». Роль озвучила Триша Хелфер. По сюжету вместе с Тором, Росомахой, Рептилией и Соколом, они должны помочь остановить армию Локи.
- Сиф пояляется в эпизоде «Могучий Тор» мультсериала Мстители. Величайшие герои Земли. Роль была озвучена Никой Фаттерман. Позже появлялась в финальных сериях первого сезона, где противостояла армии Локи.
- Джейми Александр повторила роль леди Сиф и в телесериале Агенты «Щ.И.Т.», как один из второстепенных персонажей эпизода «Безотказные»: Сиф прибыла на Землю из Асгарда, чтобы поймать сбежавшую из заключения Лорелей. Сложность заключается в том, что ни один мужчина не сможет противиться её чарующему голосу.
- Сиф появилась вновь в одном из эпизодов телесериала Агенты «Щ.И.Т.», а также в одном из эпизодов телесериала «Локи».